# Casc de turbant

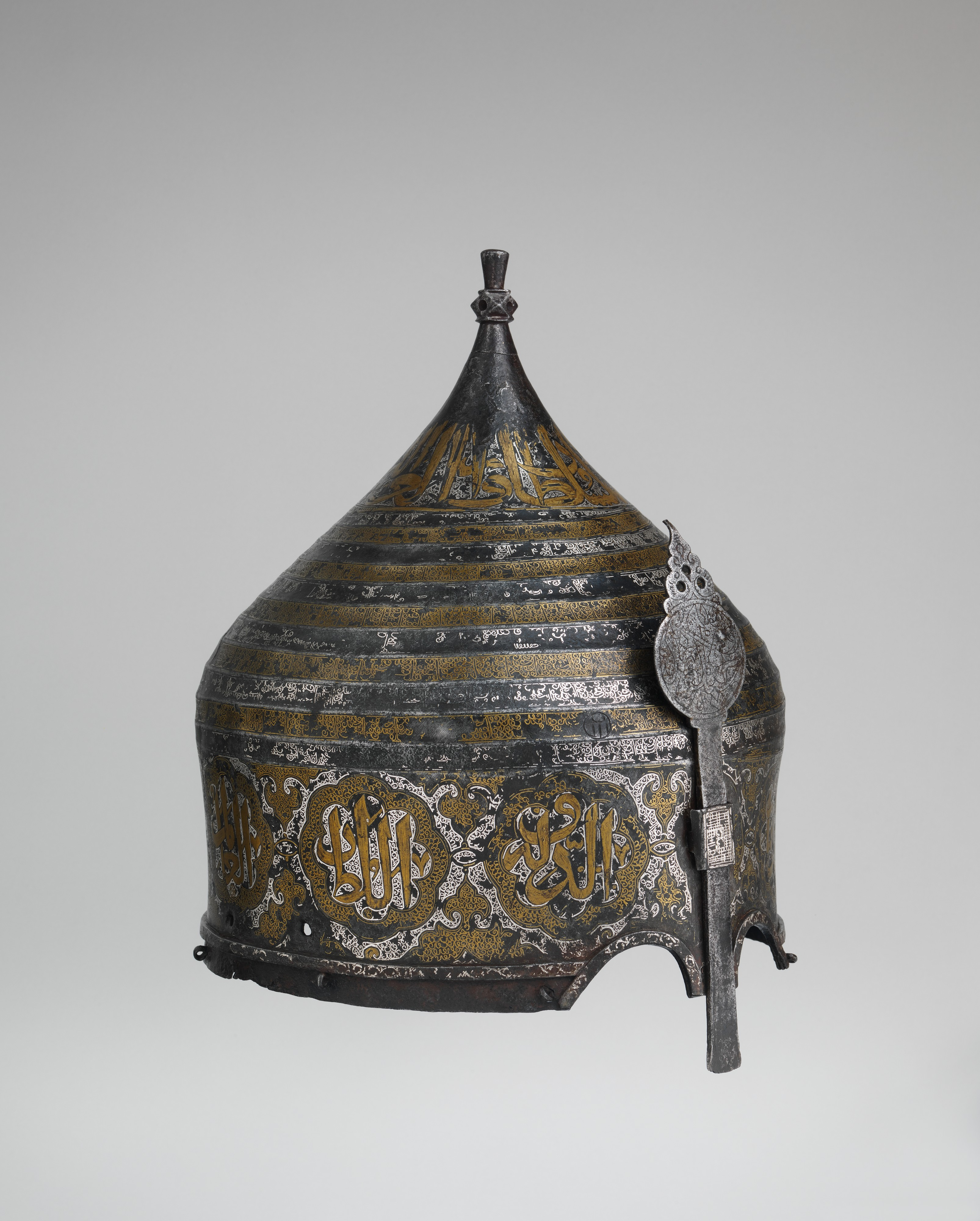
Cas de turbant de finals del d'estil turcman, al Museu Metropolità d'Art a Nova York.

El casc de turbant és una espècie de gran casc  o elm d'origen turc conegut per la seva gran forma bulbosa i les seves ales. El nom de casc de turbant deriva del fet que eren usats sobre el turbant. Els cascs poden ser trobats a tota la regió de l'antic Imperi Otomà.
Els primers elms turcs eren cònics amb plaques d'acer, malla o protectors de coll encoixinats. Des de mitjan segle xiv fins almenys principis del segle xvi, els cascs van créixer en mida, arribant a ésser molt grans i, sovint, amb elaborades motllures decoratives. Aquests grans cascs otomans eren usats per els soldats sobre els seus turbants de tela, pel que van ser nomenats «cascs de turbant». Els cascs de turbant són coneguts per la seva gran forma bulbosa. Alguns exemples de cascs torbant es van formar amb motllures en forma d'espiral, suposadament imitant els plecs d'un turbant. Aquesta forma distintiva era forjada a partir d'una única placa de ferro o acer que s'estrenyia cap a un final aplicat separadament. El caire del casc es forma sobre els ulls, i després s'ajusta prop de la vora amb orelleres o reblons perforades, on la defensa de la malla s'assegura amb un cordó. El capmall, una malla de metall flexible, s'estén cap avall per protegir la cara i el coll, en general es fixa amb un segell de plom que està marcat amb la insígnia utilitzada en els arsenals otomans. Una barra nasal ajustable se subjecta amb un suport al costat frontal del casc, entre les obertures dels ulls. El disseny s'usava per protegir el nas del guerrer.

## Decoració

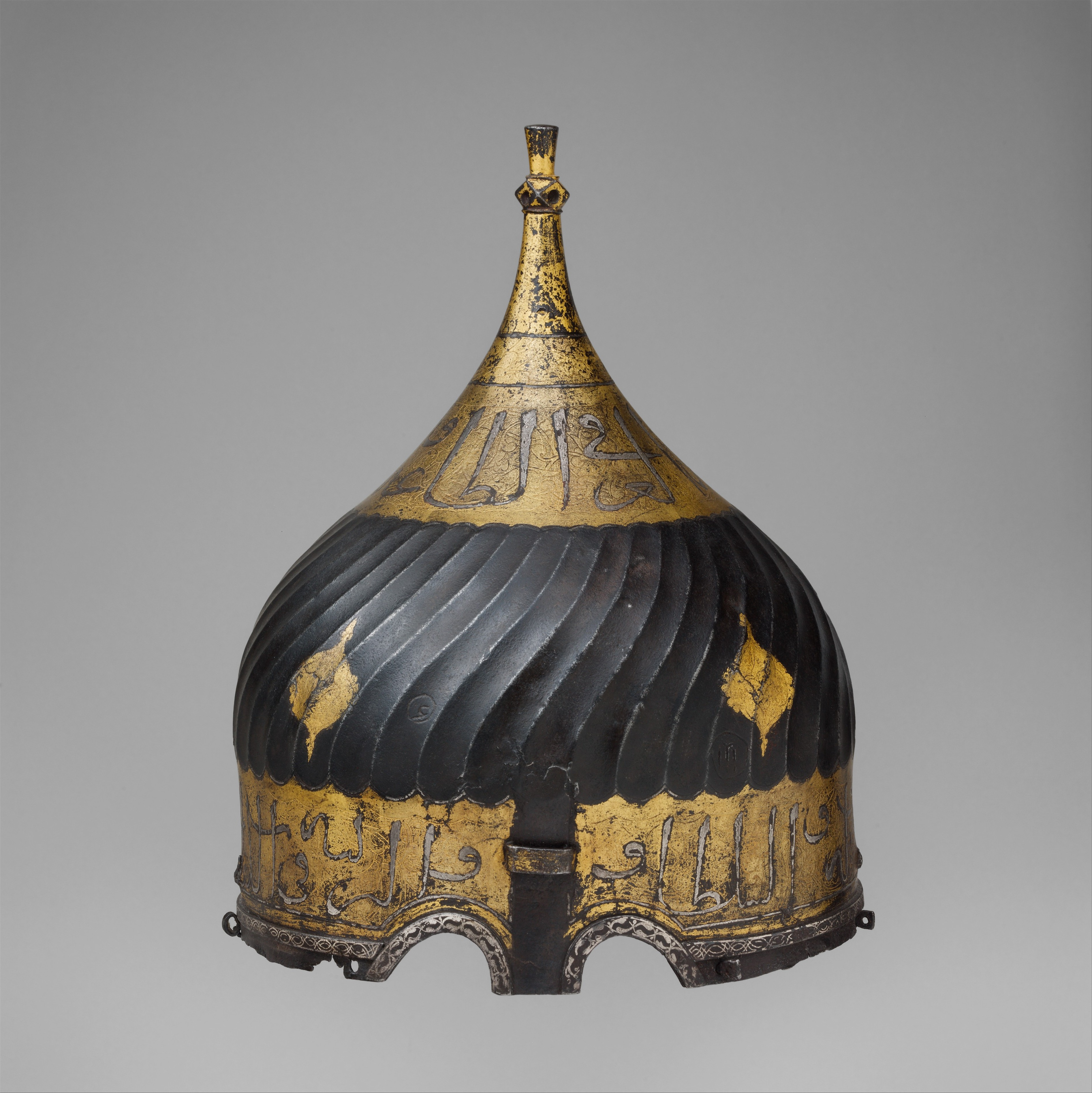
Casc de turbant del, decorat amb oroi plata. Museu Metropolità d'Art.

A l'Imperi Otomà, uns certs grups de dervixs portaven torbants amb una quantitat prescrita de plecs per representar un nombre místic important. És probable que els cascs de turbant fossin considerats no només com una armadura sinó també com una espècie d'insígnia religiosa. El simbolisme religiós dels cascs indica que l'usuari és un guerrer de la fe. Els cascs de turbant de gran mida, així com el capmall i l'armadura de plaques amb decoració fent joc, estaven destinats a ser usats per les cavalleries pesants.
A causa de la naturalesa religiosa dels cascs de turbant, sovint estan inscrits amb cal·ligrafia àrab per simbolitzar la paraula de Déu presa de l'Alcorà. Més sovint és que la inscripció glorifica al governant al qual el guerrer és lleial. Les paraules de Déu inscrites a l'Alcorà suposadament invoquen el poder protector de Déu per al que l'usa. Les inscripcions de vegades tenien incrustacions d'or i plata, i estaven decorades amb motius arabescs prop dels caires. La majoria de les incrustacions de metalls preciosos es van realitzar en un període posterior quan el casc ja no s'usava en l'àmbit militar i havia passat a ser venut al pùblic. Altres cascs torbant contenen consells sobre com assolir la virtut.